# Claude Guyot (cyclisme)
Ne doit pas être confondu avec Claude Guyot.
Pour les articles homonymes, voir Guyot.
Claude Guyot, né le 16 janvier 1947 à Savigny-sur-Orge, est un coureur cycliste français professionnel entre 1968 et 1970.

## Biographie
Claude Guyot fait ses débuts en 1965 en terminant à la deuxième place de Paris-Troyes. Il participe ensuite à trois reprises au Tour de l'Avenir, où il remporte trois étapes et termine onzième au classement général en 1967. La même année, il remporte la médaille d'argent lors des championnats du monde de cyclisme sur route amateurs. 
En 1968, il passe professionnel au sein l’équipe Pelforth-Sauvage-Lejeune et participe à Paris-Nice où il termine dans le top 10 de deux étapes, il se classe également 2e du Grand Prix de Cannes.
L'année suivante, il remporte une course amateure d'un jour à Pléneuf-Val-André, avant de se retirer du cyclisme en 1970.

## Palmarès
- 1965
  -  Champion de France amateurs sur route
  - Paris-Rouen
  - 2e de Paris-Troyes
- 1966
  - Grand Prix de Nogent-sur-Oise
  - Paris-Évreux
  - Paris-Ézy
  - 2e de Paris-Dreux
- 1967
  - Paris-Vailly
  -  Médaillé d'argent du championnat du monde sur route amateurs
  - 2e du Grand Prix de Nice
- 1968
  - Grand Prix de Saint-Raphaël
  - 2e du Grand Prix de Cannes